# Pinus luchuensis
Pinus luchuensis, conhecido popularmente como pinheiro luchu ou pinheiro de Okinawa, é uma espécie de pinheiro originária da Ásia, ao sul do Japão, nas Ilhas de Okinawa.